# Scott Kevan
Scott Kevan, né à Détroit (Michigan) le 2 janvier 1972, est un  directeur de la photographie et cadreur américain.

## Filmographie partielle

### Au cinéma et à la télévision
- 1997 : Roswell: Coverups & Close Encounters (TV)
- 1997 : Dust
- 1998 : The Secret KGB UFO Files (TV)
- 1999 : Rockin' Good Times
- 1999 : Splendor Falls
- 1999 : Wednesday's Child
- 2000 : Impossible Escapes (TV)
- 2001 : Smash (série télévisée)
- 2001 : Puppetry: Worlds of Imagination (vidéo)
- 2001 : The Woman Every Man Wants
- 2001 : The Secret KGB Sex Files (TV)
- 2002 : Good for Nothing
- 2002 : Bug
- 2002 : The Trip
- 2002 : Cabin Fever
- 2003 : Thunderdome (TV)
- 2003 : Briar Patch
- 2003 : Sticky Fingers
- 2003 : The Job
- 2004 : The Hollow (vidéo)
- 2005 : Mei ren yi jiu
- 2005 : Rx
- 2005 : Deepwater
- 2005 : Tamara
- 2007 : Stomp the Yard
- 2007 : If I Had Known I Was a Genius
- 2007 : Borderland
- 2007 : Cleaner
- 2008 : Hell Ride
- 2008 : Course à la mort (Death Race)
- 2008 : Nothing Like the Holidays
- 2009 : Fame
- 2010 : The Losers
- 2010 : Mortal Kombat: Rebirth (vidéo)
- 2011 : The Darkest Hour
- 2012 : Underworld : Nouvelle Ère (Underworld: Awakening)
- 2012 : Riders of Rohan (vidéo)
- 2013 : Crush
- 2013 : Chris Brown: Fine China (vidéo)
- 2013 : Mortal Kombat (série télévisée)
- 2014 : Délivre-nous du mal
- 2014 : Reclaim
- 2014 : Constantine (série télévisée)
- 2015 : Wrecked  (TV) (en production)
- 2015 : The Tower: Shepherd's Blade (en pre-production)